# Comtat de Hillsborough
|  | Per a altres significats, vegeu «comtat de Hillsborough (Florida)». |

Hillsborough és el comtat més poblat de l'estat de Nou Hampshire, als Estats Units, amb 422.937 habitants al cens del 2020, gairebé un terç de la població de l'estat. Les seves seus de comtat són Manchester i Nashua, les dues ciutats més grans de l'estat. El comtat de Hillsborough és el més poblat al nord de Nova Anglaterra, així com també el més densament poblat.
El comtat de Hillsborough comprèn l'àrea estadística metropolitana de Manchester-Nashua, NH, que al seu torn constitueix una part de l'àrea estadística combinada de Boston - Worcester - Providence, MA - RI - NH - CT.

## Història
Hillsborough fou un dels cinc comtats originals identificats per a l'antiga província de Nou Hampshire el 1769, rebent el nom de Wills Hill, primer comte de Hillsborough, qui en aquell moment era secretari d'Estat britànic per a les colònies. El comtat s'organitzà formalment a Amherst el 19 de març de 1771.

## Geografia
Segons l'Oficina del Cens el comtat té una superfície de 892 milles quadrades (2,310 km2) de les quals 876 milles quadrades (2,270 km2) son terra ferma i 16 milles quadrades (41 km2) un 1,8 %) és cobert per les aigües. El punt més alt del comtat de Hillsborough és Pack Monadnock Mountain, amb una alçada de 2,290 peus (700 m).

### Comtats adjacents
- Comtat de Merrimack (nord)
- Comtat de Rockingham (est)
- Comtat d'Essex, Massachusetts (sud-est)
- Comtat de Middlesex, Massachusetts (sud)
- Comtat de Worcester, Massachusetts (sud-oest)
- Comtat de Cheshire (oest)
- Comtat de Sullivan (nord-oest)

### Entitats de població
Ciutats
- Manchester (seu del comtat)
- Nashua (seu del comtat)

Towns
- Amherst
- Antrim
- Bedford
- Bennington
- Brookline
- Deering
- Francestown
- Goffstown
- Greenfield
- Greenville
- Hancock
- Hillsborough
- Hollis
- Hudson
- Litchfield
- Lyndeborough
- Mason
- Merrimack
- Milford
- Mont Vernon
- New Boston
- New Ipswich
- Pelham
- Peterborough
- Sharon
- Temple
- Weare
- Wilton
- Windsor

Llocs designats pel cens
- Amherst
- Antrim
- Bennington
- East Merrimack
- Francestown
- Goffstown
- Greenville
- Hancock
- Hillsborough
- Hudson
- Klondike Corner
- Milford
- New Boston
- Peterborough
- Pinardville
- Wilton

Villages
- Grasmere
- West Peterborough

Antics towns
- Monson

## Política i govern

Eleccions presidencials de 2020 per districte electoral al comtat de Hillsborough

A les presidencials del 2012 Time havia inclòs Hillsborough com un dels cinc comtats clau que determinaren el resultat a l'estat swing de Nou Hampshire. Obama acabà guanyant per un resultat de 50% a 49%. Malgrat la seva naturalesa més urbana, el comtat de Hillsborough ha estat històricament una part de l'estat amb major tendència republicana, tot i que hi ha proves que suggereixen que això està canviant. El 2020 Joe Biden i Jeanne Shaheen van guanyar el comtat de Hillsborough per un marge més ampli que amb el que van guanyar a tot l'estat. Biden també rebé el més alt percentatge de vots d'un demòcrata des de la l'aclaparadora victòria de Lyndon Johnson el 1964, en gran part degut als grans canvis cap als demòcrates a les comunitats suburbanes del comtat històricament republicanes.

### Comissió del Comtat
El poder executiu del govern del comtat de Hillsborough està en mans de tres comissionats del comtat, cadascun dels quals representa un dels tres districtes de comissionats del comtat.
| Districte | Comissionat   | Localitat  | Partit    |
| --------- | ------------- | ---------- | --------- |
| 1         | Toni Pappas   | Manchester | republicà |
| 2         | Michael Soucy | Nashua     | republicà |
| 3         | Robert Rowe   | Amherst    | republicà |

A més de la comissió del comtat, hi ha cinc funcionaris elegits directament; entre aquests l'advocat del comtat, el register of deeds, el xèrif del comtat, el register of probate i el tresorer del comtat.
| Oficina                 | Nom                      |
| ----------------------- | ------------------------ |
| Fiscal del comtat       | John Coughlin (R)        |
| Registre de propietats  | Dennis Hogan (D)         |
| Xèrif del comtat        | Christopher Connelly (D) |
| Registre de successions | Christopher Maidment (R) |
| Tresorer del Comtat     | David Fredette (D)       |

### Convenció del Comtat
La branca legislativa del comtat de Hillsborough, també coneguda com la Convenció del Comtat o la Delegació del Comtat, està formada per tots els membres de la Cambra de Representants de Nou Hampshire del comtat. A partir del 2022 era format per 123 membres representant a 45 districtes.
| Afiliació        | Afiliació | Membres | Quota de vot |
| ---------------- | --------- | ------- | ------------ |
| Partit Demòcrata | 72        | 58,5%   |              |
| Partit Republicà | 51        | 41,5%   |              |
| Total            | Total     | 123     | 100%         |

## Demografia

### Cens del 2020
| Cursa                    | Percentatge |
| ------------------------ | ----------- |
| Blanc, no hispà ni llatí | 83%         |
| asiàtic                  | 6%          |
| Hispà o llatí            | 8%          |
| Negre o afroamericà      | 3%          |

Segons el cens del 2020 al comtat hi havia 422.937 persones. La densitat de població era de 482.8 habitants per milla quadrada (186.4/km2)
El perfil racial del comtat era d'un 81,0% de blancs, un 4,8% d'asiàtics, un 3,9% de negres o afroamericans, un 1,7% d'amerindis, un 2,1% d'altres races i un 2,0% de dues o més races. Els d'origen hispà o llatí constituïen el 8% de la població.
Durant el període 2011–15, el 24,8% de la població del comtat tenia ascendència francesa (entre ells el 9,9% de la població total amb ascendència francocanadenca), el 20,9% era irlandesa, el 13,1% era anglesa, el 10,2% era italiana i el 8,2% era alemanya . Durant el mateix període, l'ingrés anual medià estimat per llar al comtat era de 71.244 dòlars, i l'ingrés medià d'una família era de 85.966 dòlars. Els treballadors masculins a temps complet tenien una renda mediana de 60.349 dòlars enfront dels 44.270 dòlars de les treballadores. La renda per capita del comtat era de 35.242 dòlars. Un 5,8% de les famílies i el 8,8% de la població estaven per sota del llindar de la pobresa, entre aquests l'11,7% dels menors de 18 anys i el 5,9% dels majors de 65 anys.

## Educació
Els districtes escolars inclouen:
Districtes de K-12:
- Bedford School District
- Contoocook Valley School District
- Goffstown School District
- Hillsboro-Deering Cooperative School District
- Hudson School District
- Litchfield School District
- Manchester School District
- Mascenic Regional School District
- Merrimack School District
- Milford School District
- Nashua School District
- Pelham School District
- Wilton-Lyndeborough School District
- Windsor School District

Districtes secundaris:
- Hollis-Brookline Cooperative School District
- Souhegan Cooperative School District
- John Stark Regional School District

Districtes d'educació primària:
- Amherst School District
- Brookline School District
- Hollis School District
- Mason School District
- Mont Vernon School District
- New Boston School District
- Weare School District

Anteriorment, Bedford enviava estudiants de secundària al districte escolar de Manchester.